# Nowy Felicjanów
Nowy Felicjanów (dawn. Felicjanów Nowy) – dawniej samodzielna wieś, od 1949 część miasta Koluszki w województwie łódzkim, w powiecie łódzkim wschodnim, w gminie Koluszki. Leży w północnej części Koluszek, w okolicy ulic Czarneckiego, Wyspiańskiego i Krańcowej. Od wschodu graniczy ze wsią Felicjanów (inaczej Starym Felicjanowem).

## Historia
Dawniej samodzielna miejscowość. Od 1867 w gminie Długie. W okresie międzywojennym należała do powiatu brzezińskiego w woj. łódzkim. 16 września 1933 utworzono gromadę Felicjanów Nowy w granicach gminy Długie, składającą się z samej wsi Felicjanów Nowy.
Podczas II wojny światowej w Generalnym Gubernatorstwie, w dystrykcie radomskim; gdzie hitlerowcy włączyli mieјscowość do powiatu tomaszowskiego. W 1943 mieјscowość liczyła 745 mieszkańców.
Po wojnie mieјscowość powróciła do powiatu brzezińskiego w woj. łódzkim jako jedna z 10 gromad gminy Długie. 
28 kwietnia 1949, w związku z nadaniem Koluszkom statusu miasta, Felicjanów Nowy włączono do Koluszek.